# Остров Лярво
Остров Лярво — памятник природы регионального значения Сахалинской области, образованный решением Сахалинского облисполкома, в состав памятника природы входит вся территория острова Лярво.
Остров относится к равнинному типу. Находится в северной части Ныйского залива.
Площадь — около 100 гектар.
Остров Лярво представляет собой плоский остров с большим количеством пресных и солоноватых озёр, обеспечивающих хорошие защитные, гнездовые и кормовые угодья для гнездящихся здесь птиц. На пониженных участках острова произрастают растения сфагнум, осока, ситник. На повышенных местах — кедровый стланик, карликовые ивы, брусника, лишайники.
Охраняемые объекты острова:
- колонии гнездящихся 2 видов крачек — речной и камчатской (алеутской);
- колонии озерной[уточнить] и чернохвостой чаек;
- места обитания охотского улита, занесённого в Красную книгу РФ.